# Radicaal 147
Van de in totaal 214 Kangxi-radicalen heeft radicaal 147 de betekenis zien. Het is een van de twintig radicalen die bestaat uit zeven strepen.
In het Kangxi-woordenboek zijn er 161 karakters die dit radicaal gebruiken.

## Karakters met het radicaal 147
| Strepen | Karakter          |
| ------- | ----------------- |
| + 0     | 見                |
| + 2     | 覌 覙             |
| + 3     | 䙷 覍 覎          |
| + 4     | 䙷 覍 覎          |
| + 5     | 䙼 䙾 覕 覗 覘 覚 |
| + 6     | 覛 覜             |
| + 7     | 覝 覞 覟 覠 覡    |
| + 8     | 覢 覣 覤 覥       |
| + 9     | 覦 覧 覨 覩 親    |
| + 10    | 覫 覬 覭 覮 覯    |
| + 11    | 覰 覱 覲 観       |
| + 12    | 覴 覵 覶 覷 覸    |
| + 13    | 覹 覺 覻          |
| + 14    | 覼 覽             |
| + 15    | 覾 覿             |
| + 18    | 觀                |

Orakelbotkarakter
Bronskarakter
Groot zegelkarakter
Klein zegelkarakter